# 楽しき人生
『楽しき人生』（たのしきじんせい、原題：즐거운 인생）は、2007年公開の韓国映画。日本では2008年11月8日に公開された。

## ストーリー
銀行をリストラされた中年男ギヨン（キヨン）に、大学時代のバンド仲間で唯一音楽活動を続けていたサンウの訃報が届く。ギヨンはそれを機に元メンバーにロックバンドの再結成を促す。サンウの一人息子ヒョンジュンを加えバンド活動を再開するが、妻子のいる3人はそれぞれ家庭に問題を抱えていた。

## 登場人物
- ギヨン（キヨン） - チョン・ジニョン[2]
- ソンウク - キム・ユンソク
- ヒョンジュン - チャン・グンソク
- ヒョクス - キム・サンホ
- ソンミ - キム・ホジョン
- チュヒ - コ・アソン
- 弘大クラブ社長 - パン・ジュンソク

## スタッフ
- 監督：イ・ジュニク
- 脚本：チェ・ソクファン
- 撮影：キム・ヨンチョル
- 音楽：パン・ジュンソク、イ・ビョンフン

## 受賞歴
- 第44回 百想芸術大賞 新人演技賞 （チャン・グンソク）
- 第28回 青龍映画賞 助演男優賞（キム・サンホ）、音楽賞（イ・ビョンフン、パン・ジュンソク）